# Acraea gyldenstolpei
Acraea gyldenstolpei är en fjärilsart som beskrevs av Aurivillius 1925. Acraea gyldenstolpei ingår i släktet Acraea och familjen praktfjärilar. Inga underarter finns listade i Catalogue of Life.